# 小豆坂之战
小豆坂之战是日本战国时代发生在三河国额田郡小豆坂（今日本爱知县冈崎市）附近的两次战斗。

## 背景
文中括号内的年份均为西历
支配冈崎城和西三河平原的松平清康于享禄3年（1530年）统一三河，但他在天文4年（1535年）进攻守山城时，被家臣阿部弥七郎正丰杀死。他死后，松平氏陷入内乱。不久，松平清康的嫡子松平广忠在今川义元的支持下继承松平家家督。
而在松平家陷入内乱的同时，尾张国南部的战国大名织田信秀在天文9年（1540年）占领松平氏在西三河的重要据点安祥城（今爱知县安城市）

## 第一次小豆坂之战
第一次小豆坂之战，发生在天文11年（1542年）。当时的今川义元为了遏制织田氏的势力，以为松平清康报仇之名，在天文11年（1542年）8月（另一种说法是12月）率军向生田原进发。另一方的织田信秀也从安祥城出发，渡过矢作川，在上和田布阵。9月19日，两军在冈崎城东南的小豆坂发生激烈战斗。这场战争中，织田军方面的小豆坂七本枪奋力作战，最终织田军获得胜利。今川军撤退到三河国冈崎城。

## 第二次小豆坂之战
第一次小豆坂合战后，织田氏在尾张国和三河国边境的影响力逐渐提高，天文13年（1544年），掌控三河国碧海郡刈谷城（今刈谷市）附近一带，也是冈崎城城主松平广忠之妻于大之方的异母兄弟水野信元与松平氏决裂，投靠织田氏。
在这种情形下，松平广忠和与织田家对抗的今川家关系变得紧密，他把儿子竹千代（后来的德川家康）作为人质送到了今川氏本城骏府。但是，在天文16年（1547年），身负护送竹千代任务的田原城城主户田康光叛变松平家，把竹千代送到了织田家。织田信秀利用人质竹千代来劝说广忠叛变今川家投靠织田家，但被广忠拒绝。
这时，信秀的长子织田信长迎娶斋藤道三之女浓姬，与多年的敌人斋藤道三达成和解。没有北方的后顾之忧的信秀，开始向把目光投向三河，他计划以安祥城作为桥头堡，攻下冈崎城。因此，在天文17年（1548年）3月，信秀以冈崎城为目标，以庶长子织田信广为先锋，带领4000多名士兵从安祥城出发，渡过矢作川，到达上和田布阵。今川义元和松平广忠带领援军约1万，以太原雪斋为大将，朝比奈泰能为副将出阵，同月19日（4月27日）与织田军先锋织田信广在小豆坂发生合战。最终今川军取得胜利。

## 后续
这场合战后的天文18年（1549年）三月，松平广忠被家臣岩松八彌刺杀，此时松平氏的继任家督竹千代（德川家康）仍在织田家做人质，冈崎城处于无主状态。太原雪斋计划以人质交换在织田家做人质的竹千代，于是在11月8日（11月26日）以及9日（11月27日）率领今川军和松平军进攻安祥城，俘虏了织田信广，并以信广为人质成功交换竹千代，將竹千代带往骏府，置于今川氏的完全保护下，西三河的据点冈崎城也由今川氏派出代官管理。